# Druhá vláda Oldřicha Černíka
Druhá vláda Oldřicha Černíka existovala v období od 1. ledna 1969 do 27. září 1969. Jednalo se o první československou federální vládu.

## Seznam členů vlády
- Předseda vlády: Oldřich Černík
- Místopředseda vlády:
  - Peter Colotka, do 30. 1. 1969
  - Samuel Falťan
  - František Hamouz
  - Václav Valeš
  - Karol Laco, od 30. 1. 1969
- Ministr zahraničních věcí: Ján Marko
- Ministr národní obrany: Martin Dzúr
- Ministr vnitra: Jan Pelnář
- Ministr plánování: František Vlasák
- Ministr financí: Bohumil Sucharda
- Ministr zahraničního obchodu: Ján Tabaček
- Ministr práce a sociálních věcí: Michal Štanceľ
- Ministr - předseda Výboru pro ceny: Jiří Typolt
- Ministr - předseda Výboru pro technický a investiční rozvoj: Miloslav Hruškovič
- Ministr - předseda Výboru pro průmysl: Josef Krejčí
- Ministr - předseda Výboru pro zemědělství a výživu: Koloman Boďa
- Ministr - předseda Výboru pro dopravu: František Řehák
- Ministr - předseda Výboru pro tisk a informace: Jaroslav Havelka
- Ministr - předseda Výboru pro pošty a telekomunikace: Milan Smolka
- Ministr bez portfeje:
  - Bohuslav Kučera (ČSS)
  - Jan Pauly (ČSL)
  - Státní tajemník v ministerstvu zahraničních věcí: Václav Pleskot
  - Státní tajemník v ministerstvu vnitra: Ján Majer
  - Státní tajemník v ministerstvu plánování: Ján Kraus
  - Státní tajemník v ministerstvu financí: Jozef Gajdošík
  - Státní tajemník v ministerstvu zahraničního obchodu: Ludvík Úbl
  - Státní tajemník v ministerstvu práce a sociálních věcí: Vlasta Brablcová
  - Státní tajemník v ministerstvu národní obrany: Václav Dvořák, od 16. 1. 1969